# Stretto di Tiquina
Lo stretto di Tiquina (in spagnolo Estrecho de Tiquina) è uno stretto del Lago Titicaca, in Bolivia.

## Descrizione
Lo stretto misura 850 m nel suo punto più stretto. Unisce il lago superiore, il lago Chucuito, e il lago inferiore (e più piccolo), il lago Wiñaymarka (o lago Pequeño, "piccolo lago"). I due bacini formano il Lago Titicaca ed è il più grande lago, per volume, del Sud America.
Lo stretto di Tiquina ha una larghezza di 800 m e una profondità minima di 21 metri. Si trova nel comune di San Pedro de Tiquina, nella provincia di Manco Kapac, nel dipartimento di La Paz. Lo stretto di Tiquina è attraversato dall'strada nazionale 2, che collega la metropoli di La Paz con la penisola di Copacabana.
Lo stretto è attraversato tra i due villaggi di San Pablo de Tiquina, a sud-est, e San Pedro de Tiquina dall'unico servizio di traghetti della Bolivia. Per l'attraversamento, i veicoli vengono trasportati individualmente su delle chiatte, mentre i passeggeri vengono trasbordati su delle lance.
Da diversi decenni si propone di costruire un ponte attraverso lo stretto, per collegare la penisola di Copacabana al resto della Bolivia. Il progetto del ponte collegherebbe San Pablo de Tiquina con San Pedro de Tiquina, sul lato opposto della penisola. Il progetto è stato sostenuto dagli abitanti dei comuni di Copacabana e Tito Yupanqui, mentre gli abitanti di entrambe le sponde dello stretto di Tiquina si oppongono, perché toglierebbe il sostentamento ai barcaioli.